# Elcanidae
Elcanidae (лат.) — семейство вымерших насекомых из отряда прямокрылых. Представители известны с верхнего триаса. Самые поздние их находки сделаны в меловом бирманском янтаре. Вместе с вымершим семейством Permelcanidae относится к надсемейству Elcanoidea, которое занимает промежуточное положение между длинноусыми и короткоусыми прямокрылыми: наличием длинных антенн и хорошо развитого яйцеклада представители Elcanoidea напоминают первых, тогда как по жилкованию переднего крыла они ближе ко вторым. На задних голенях несли листовидные выросты (шпоры), которые, возможно, позволяли им прыгать по воде.

## Классификация
По данным сайта Paleobiology Database, на март 2019 года в семейство включают 14 вымерших родов, большая часть из которых объединена в 2 подсемейства:
- Подсемейство Archelcaninae Gorochov, 2011
  - Archelcana Sharov, 1968
  - Cascadelcana Fang et al., 2018
  - Jeholelcana Fang et al., 2018
  - Parelcana Handlirsch, 1906
  - Sibelcana Gorochov, 1990
  - Synelcana Zessin, 1988
  - Sinoelcana Gu, Tian, Wang & Yue, 2020[5]
- Подсемейство Elcaninae Handlirsch, 1906 [syn. Baisselcaninae Gorochov, 1986]
  - Burmelcana Peñalver & Grimaldi, 2010
  - Cratoelcana Martins-Neto, 1991
  - Eubaisselcana Gorochov, 1986
  - Minelcana Gorochov et al., 2006
  - Panorpidium Westwood, 1854
  - Probaisselcana Gorochov, 1989
- Роды incertae sedis
  - Hispanelcana Peñalver & Grimaldi, 2010
  - Longioculus Poinar et al., 2007